# Olivia Colman
Sarah Caroline Sinclair CBE, (född Colman), artistnamn Olivia Colman, född 30 januari 1974 i Norwich i Norfolk, är en brittisk skådespelare.

## Biografi

### Uppväxt
Olivia Colman föddes i Norwich som dotter till sjuksköterskan Mary Leaky och lantmätaren Keith Colman. Hon gick i en privat flickskola och senare på Gresham's School där hon som 16-åring hade sin första roll i en skolproduktion av Miss Jean Brodies bästa år. Hon hade huvudrollen som Jean Brodie. Colman har sagt att det var hennes mors för tidigt avslutade balettkarriär som fick henne att vilja skådespela. Hon studerade sedan drama på Bristol Old Vic Theatre School där hon avlade examen 1999.
När Colman började arbeta professionellt som skådespelare upptäckte hon att det redan fanns en annan skådespelare med namnet Sarah Colman. Hon tog då namnet Olivia från sin bästa vän på universitetet.

### Tidig karriär
Colman gjorde sin professionella skådespelardebut som 26-åring i komediprogrammet Bruiser (2000). Hon gjorde en hel del komediprogram efter det, som till exempel People Like Us (2001), The Office (2002), Black Books (2004) och Look Around You (2005). Hon var under denna tid även med i flera radiokomedier på BBC Radio 4. Hon samarbetade ofta med sina forna klasskamrater Robert Webb och David Mitchell i program som Peep Show och That Mitchell and Webb Look. Hennes agent gav henne rådet att lämna samarbetet för att komma vidare i karriären, vilket Colman har beskrivit som ett beslut hon gjorde med tårar.
Olivia Colman hade sedan en återkommande roll i den surrealistiska komediserien Green Wing (2004–2006). En av hennes tidigaste filmroller är den som nudisten Joanna Roberts i mockumentären Confetti (2006), vilket Colman har beskrivit som den värsta rollen i sitt liv. Hon syntes sedan i komedifilmerna Grow Your Own (2007) och Hot Fuzz (2007) innan hon fick en av huvudrollerna BBC-komedin Beautiful People (2008–2009).

### Genombrott i England och världen
Colman fick sedan huvudrollen i komediserien Rev. (2010–2014) och även i Uppdrag OS (2011–2012), en komediserie som handlade om planerandet inför OS i London. Rollen gav henne två BAFTA-nomineringar och en vinst 2013 för bästa kvinnliga skådespelare i en komediserie. Faktum är att hon vann två BAFTA-priser samma år. Hon fick även pris för bästa biroll för sin insats i Anklagad (2012). 2011 medverkade hon även i Tyrannosaur och i den Oscarsvinnande filmen Järnladyn, som hon också blev prisad för.
Mellan 2013 och 2017 spelade Colman en av huvudrollerna i TV-serien Broadchurch. Hon blev hyllad för sin insats och rollen gjorde henne till en erkänd stjärna i England. Rollen gav henne en BAFTA för Bästa kvinnliga huvudroll. Hon blev även nominerad till en Emmy Award. Hon medverkade sedan i Yorgos Lanthimos film The Lobster (2015) tillsammans med Rachel Weisz och Colin Farrell. Filmen fick Juryns pris på Cannes filmfestival. Coleman mottog en BIFA Award för sin insats.
Colman gjorde sedan rollen som Angela Burr, en av huvudrollerna i TV-serien The Night Manager (2016), som hon blev hyllad för och blev nominerad till både en Emmy Award och Golden Globe varav hon vann på den sistnämnda. Hon medverkade sedan i Kenneth Branaghs version av Mordet på Orientexpressen (2017). Året efter återförenades hon med både Yorgos Lanthimos och Rachel Weisz i The Favourite (2018) där hon porträtterade Anna av Storbritannien. Inför rollen gick hon upp 16 kg och blev hyllad för sin skådespelarinsats. För rollen mottog hon en Oscar, en Golden Globe och en BAFTA för bästa kvinnliga huvudroll. Hennes tacktal på Oscarsgalan blev också omtalat som ett mycket bra och roligt tal. Rollen blev hennes stora internationella genombrott och gjorde henne världsberömd.

### Etablerad karriär
Colman blev hyllad för sin insats i en BBC-version av Les Misérables (2018). Sedan porträtterade hon den medelålders drottning Elizabeth II i den tredje och fjärde säsongen av TV-serien The Crown (2019–2020). Hon tog då över rollen från Claire Foy som spelade den yngre versionen i de två första säsongerna. För sin insats blev hon hyllad och fick ta emot både en Golden Globe och en Emmy. Hon spelade sedan mot Anthony Hopkins i filmatiseringen av pjäsen med samma namn, The Father (2020). Filmen mottogs med god kritik, särskilt för sin trovärdiga skildring av demens. Både Colman och Hopkins blev hyllade för sina insatser och Colman fick en Oscarsnominering för rollen. Filmen nominerades i ytterligare fem kategorier.
Colman var sedan både producent och skådespelare i HBO-serien Landscapers (2021), som skrevs av hennes make Ed Sinclair. Både Colman och serien blev kritikerrosade. Hon medverkade sedan i Maggie Gyllenhaals regidebut The Lost Daughter (2021) som hon också blev kritikerrosad för. Hon blev både Oscarsnominerad och Golden Globe-nominerad för sin insats. Hon fick sedan ytterligare en Emmy för sin medverkan i Netflix-serien Heartstopper (2022). 2023 syntes hon i Marvel-TV-serien Secret Invasion som MI6-agenten Sonya Falsworth och i Wonka, en nyinspelning av Kalle och Chokladfabriken. Hon repriserade också sin roll som drottning Elizabeth II i det sista avsnittet i säsong sex av The Crown.

## Privatliv
Colman är gift med Ed Sinclair och tillsammans har de tre barn. De bor i Herne Hill i södra London. Hon har sedan 2013 suttit i juryn i Norwich Film Festival.
Politiskt kallar sig Coleman för en "vänster-rojalist" och har skrivit under ett öppet brev mot våld och diskriminering mot transkvinnor. Hon skrev också under på ett omedelbart eld upphör i kriget mellan Hamas och Israel och fördömde västvärldens institutioner för att förtycka, tysta och stigmatisera palestiniers röster och perspektiv.
Colman är en stor filantrop och är med i flera välgörenhetsorganisationer. Förutom att vara ordförande för UNICEF i Storbritannien arbetar hon med Amnesty, Marie Curie Fonden, Tender och Alzheimer-föreningar.

## Filmografi i urval

### Film
| År   | Titel                                                 | Roll                    | Notering       |
| ---- | ----------------------------------------------------- | ----------------------- | -------------- |
| 2003 | The Strategic Humour Initiative                       | Olika karaktärer        | TV-film        |
| 2004 | Torkel i knipa                                        | Torkels mor             | Röstroll       |
| 2005 | Zemanovaload                                          | TV producent            |                |
| 2005 | Angell's Hell                                         | Belinda                 | TV-film        |
| 2005 | One Day                                               | Ians mor                | Kortfilm       |
| 2006 | Confetti                                              | Joanna Roberts          |                |
| 2007 | Hot Fuzz                                              | Doris Thatcher          |                |
| 2007 | The Grey Man                                          | Linda Dodds             | TV-film        |
| 2007 | Grow Your Own                                         | Alice                   |                |
| 2007 | I Could Never Be Your Woman                           | Hårfrisörska            |                |
| 2007 | Dog Altogether                                        | Anita                   | Kortfilm       |
| 2008 | Hancock and Joan                                      | Marion                  | TV-film        |
| 2009 | Le Donk & Scor-zay-zee                                | Olivia                  |                |
| 2011 | Tyrannosaur                                           | Hannah                  |                |
| 2011 | Lånaren Arrietty                                      | Homily                  | Röstroll       |
| 2011 | Järnladyn                                             | Carol Thatcher          |                |
| 2012 | Hyde Park on Hudson                                   | Drottning Elizabeth     |                |
| 2013 | I Give It a Year                                      | Linda                   |                |
| 2013 | The Thirteenth Tale                                   | Margaret Lea            | TV-film        |
| 2013 | Locke                                                 | Bethan Maguire          | Röstroll       |
| 2014 | Cuban Fury                                            | Sam Garrett             |                |
| 2014 | Pudsey the Dog: The Movie                             | Hästen Nelly            | Röstroll       |
| 2014 | Thomas & Friends: Tale of the Brave                   | Marion                  | Röstroll       |
| 2014 | The Kármán Line                                       | Sarah                   |                |
| 2015 | The Lobster                                           | Hotelldirektören        |                |
| 2015 | Thomas & Friends: Sodor's Legend of the Lost Treasure | Marion                  | Röstroll       |
| 2015 | London Road                                           | Julie                   |                |
| 2017 | Mordet på Orientexpressen                             | Hildegard Schmidt       |                |
| 2018 | The Favourite                                         | Anna av Storbritannien  |                |
| 2019 | Them That Follow                                      | Hope Slaughter          |                |
| 2020 | The Father                                            | Anne                    |                |
| 2021 | Familjen Mitchell mot maskinerna                      | PAL                     | Röstroll       |
| 2021 | Mothering Sunday                                      | Mrs. Clarrie Niven      |                |
| 2021 | The Electrical Life of Louis Wain                     | Berättare               |                |
| 2021 | The Lost Daughter                                     | Leda Caruso             | Även producent |
| 2021 | Ron's Gone Wrong                                      | Donka Pudowski          | Röstroll       |
| 2022 | Joyride                                               | Joy                     |                |
| 2022 | Empire of Light                                       | Hilary Small            |                |
| 2022 | Scrooge: A Christmas Carol                            | Ghost of Christmas Past | Röstroll       |
| 2022 | Mästerkatten 2                                        | Mama Bear               | Röstroll       |
| 2023 | Barbie                                                | Sig själv               | Bortklippt     |
| 2023 | Wicked Little Letters                                 | Edith Swan              | Även producent |
| 2023 | Wonka                                                 | Mrs. Scrubbit           |                |
| 2024 | Paddington i Peru                                     | The Reverend Mother     |                |
| 2025 | The Roses                                             | Ivy                     | Kommande       |
| 2025 | Jimpa                                                 | Hannah                  | Kommande       |

### TV
| År        | Titel                                   | Roll                   | Notering                                       |
| --------- | --------------------------------------- | ---------------------- | ---------------------------------------------- |
| 2000      | Bruiser                                 | Olika karaktärer       | 6 avsnitt                                      |
| 2001      | The Mitchell and Webb Situation         | Olika karaktärer       | 5 avsnitt                                      |
| 2001      | People Like Us                          | Pamela Eliot           | Avsnitt: "The Vicar"                           |
| 2001      | Mr Charity                              | Orolig mamma           | Avsnitt: "Nice to Feed You"                    |
| 2001      | Comedy Lab                              | Linda                  | Avsnitt: "Daydream Believers: Brand New Beame" |
| 2002      | Rescue Me                               | Paula                  | Avsnitt: "1.4"                                 |
| 2002      | Holby City                              | Kim Prebble            | Avsnitt: "New Hearts, Old Scores"              |
| 2002      | The Office                              | Helena                 | Avsnitt: "Interview"                           |
| 2003      | Gash                                    | Olika karaktärer       | 3 avsnitt                                      |
| 2003      | Eyes Down                               | Mandy Foster           | Avsnitt: "Stars in Their Eyes"                 |
| 2003–2015 | Peep Show                               | Sophie Chapman         | 32 avsnitt                                     |
| 2004      | Black Books                             | Tanya                  | Avsnitt: "Elephants and Hens"                  |
| 2004      | Swiss Toni                              | Linda Byron            | Avsnitt: "Troubleshooter"                      |
| 2004      | NY-LON                                  | Lucy                   | Avsnitt: "Something About Family"              |
| 2004      | Coming Up                               | Receptionist           | Avsnitt: "The Baader Meinhoff Gang Show"       |
| 2004–2006 | Green Wing                              | Harriet Schulenburg    | 18 avsnitt                                     |
| 2005      | Look Around You                         | Pam Bachelor           | 6 avsnitt                                      |
| 2005      | The Robinsons                           | Connie                 | Avsnitt: "1.3"                                 |
| 2005      | Murder in Suburbia                      | Ellie                  | Avsnitt: "Golden Oldies"                       |
| 2005      | ShakespeaRe-Told                        | Ursula                 | Avsnitt: "Much Ado About Nothing"              |
| 2006–2008 | That Mitchell and Webb Look             | Olika karaktärer       | 13 avsnitt                                     |
| 2007      | The Time of Your Life                   | Amanda                 | 6 avsnitt                                      |
| 2008      | Love Soup                               | Penny                  | Avsnitt: "Integrated Logistics"                |
| 2008–2009 | Beautiful People                        | Debbie Doonan          | 12 avsnitt                                     |
| 2008      | Would I Lie to You?                     | Sig själv              |                                                |
| 2009      | Skins                                   | Gina Campbell          | Avsnitt: "Naomi"                               |
| 2009      | Morden i Midsomer                       | Bernice                | Avsnitt: "Small Mercies"                       |
| 2009      | Mister Eleven                           | Beth Paley             | 2 avsnitt                                      |
| 2010      | Doctor Who                              | Prisoner Zero / Mother | Avsnitt: "The Eleventh Hour"                   |
| 2010–2014 | Rev.                                    | Alex Smallbone         | 19 avsnitt                                     |
| 2011      | Exile                                   | Nancy Ronstadt         | 3 avsnitt                                      |
| 2011–2012 | Uppdrag OS                              | Sally Owen             | 10 avsnitt                                     |
| 2012      | Anklagad                                | Sue Brown              | Avsnitt: "Mo and Sue's Story"                  |
| 2013–2017 | Broadchurch                             | DS Ellie Miller        | 24 avsnitt                                     |
| 2013      | Run                                     | Carol                  | 2 avsnitt                                      |
| 2014      | Big Ballet                              | Berättare              | 3 avsnitt                                      |
| 2014      | The 7.39                                | Maggie Matthews        | 2 avsnitt                                      |
| 2014      | W1A                                     | Sally Owen             | Avsnitt: "1.4"                                 |
| 2014      | The Secrets                             | Pippa                  | Avsnitt: "The Dilemma"                         |
| 2014      | Mr. Sloane                              | Janet Sloane           | 6 avsnitt                                      |
| 2014      | This is Jinsy                           | Joan Jenkins           | Avsnitt: "The Golden Woggle"                   |
| 2014–2018 | Thomas och vännerna                     | Marion                 | Röstroll, 9 avsnitt                            |
| 2016      | Drunk History                           | Ethel Le Neve          | Avsnitt: "2.7"                                 |
| 2016      | The Night Manager                       | Angela Burr            | 6 avsnitt                                      |
| 2016      | We're Going on a Bear Hunt              | Mamma                  | Röstroll, TV-special                           |
| 2016–2018 | Flowers                                 | Deborah Flowers        | 12 avsnitt                                     |
| 2016–2018 | The Secret Life of the Zoo              | Berättare              | 35 avsnitt                                     |
| 2016–2019 | Fleabag                                 | Gudmor                 | 9 avsnitt                                      |
| 2017      | Inside Dior                             | Berättare              | 2 avsnitt                                      |
| 2018      | Flatpack Empire                         | Berättare              | 3 avsnitt                                      |
| 2018      | Would I Lie to You?                     | Sig själv              |                                                |
| 2018      | Watership Down                          | Strawberry             | Röstroll, 4 avsnitt                            |
| 2019      | Les Misérables                          | Madame Thénardier      | 4 avsnitt                                      |
| 2019–2020 | The Crown                               | Drottning Elizabeth II | 20 avsnitt                                     |
| 2020      | The Simpsons                            | Lily                   | Röstroll, avsnitt: "The 7 Beer Itch"           |
| 2020      | Becoming You                            | Berättare              | 6 avsnitt                                      |
| 2021      | Trip Hazard: My Great British Adventure | Berättare              | 4 avsnitt                                      |
| 2021      | Landscapers                             | Susan Edwards          | 4 avsnitt, även producent                      |
| 2022–2023 | Heartstopper                            | Sarah Nelson           | 10 avsnitt                                     |
| 2022      | Staged                                  | Sig själv              | Avsnitt: "Knock, knock"                        |
| 2023      | Great Expectations                      | Miss Havisham          | 6 avsnitt                                      |
| 2023      | The Crown                               | Drottning Elizabeth II | 1 avsnitt                                      |
| 2023      | Secret Invasion                         | Sonya Falsworth        | 5 avsnitt                                      |
| 2023–2024 | The Bear                                | Andrea Terry           | 3 avsnitt                                      |